# てんやわんやですよ
「てんやわんやですよ」はクレイジーケンバンド10枚目のシングル。
2007年2月21日発売。発売元はサブスタンス。

## 概要
7か月ぶりのシングル。フジテレビ系2007年1月-3月放映ドラマ『今週、妻が浮気します』主題歌・挿入歌・オープニングテーマを集めたCD。
ミュージック・ビデオ監督はワカイヒロキ。
「た・す・け・て」は2000年アルバム「ショック療法」収録曲（当時の曲名は「たすけて」で中黒が無い）を本作シングル用に新録。

## 収録曲
全曲　作詞・作曲：横山剣（8以外）クレイジーケンバンド（8）
1. てんやわんやですよ(4:26)[1]
2. 家に帰ろうよ(3:48)[1]
3. た・す・け・て(4:11)[1]
4. eye catch(0:14)[1]
5. た・す・け・て(KARAOKE)(4:11)[1]
6. 家に帰ろうよ(KARAOKE)(3:48)[1]
7. てんやわんやですよ(KARAOKE)(4:22)[1]
8. ジャムるこころ(5:49)[1]

## 収録アルバム

### てんやわんやですよ
- サントラ『ドラマ「今週、妻が浮気します」オリジナル・サウンド・トラック』（2007年2月21日）
- オリジナル『SOUL電波』（2007年8月8日）
- ベスト『クレイジーケンバンド・ベスト 亀』（2010年2月24日）

### た・す・け・て
- オリジナル『ショック療法』（2000年6月10日）- 「たすけて」
- ベスト『クレイジーケンバンド・ベスト 鶴』（2010年2月24日）

## タイアップ
- てんやわんやですよ：フジテレビ系「今週、妻が浮気します」主題歌
- 家に帰ろうよ：フジテレビ系「今週、妻が浮気します」挿入歌
- た・す・け・て：フジテレビ系「今週、妻が浮気します」オープニングテーマ
- てんやわんやですよ、た・す・け・て：フジテレビ系「知りたがり!」コーナーテーマ曲